# 1. zračnoprevozna divizija (Združeno kraljestvo)
Za druge 1. divizije glej 1. divizija.
1. zračnoprevozna divizija (izvirno angleško 1st Airborne Division) je bila zračnoprevozna enota Britanske kopenske vojske med drugo svetovno vojno.

## Zgodovina
Divizija je bila ustanovljena oktobra 1941 pod poveljstvom Fredericka Browninga.
Prva operacija celotne divizije je potekala 12. novembra 1942, ko se je divizija spustila na letališče Bone na severnoafriški obali, na pol poti med Alžirom in Tunisom. 
Med napadom na Sicilijo leta 1943 je divizija sodelovala v operacijah Fustian in Marston. Večina divizije je bila po bojih umaknjena in je tako novembra 1943 prispela v Veliko Britanijo; v Italiji je ostala le 2. padalska brigada, ki je bila pozneje preoblikovana v 2. samostojno padalsko brigadno skupino.
Divizija je bila skoraj uničena v operaciji Market Garden.
26. avgusta 1945 so divizijo umaknili iz Evrope in jo novembra istega leta razpustili.

## Sestava
- Štab
- 1. padalska brigada
- 4. padalska brigada
- 1. zračnopristajalna brigada
- Divizijske enote